# پیروزی عقیم
پیروزی عقیم نام یکی از آثار علی دیواندری نقاش و کارتونیست معاصر ایرانی است که اولین اجرای آن در سال ۱۹۹۰ در ماهنامهٔ Penstuff آمریکا به چاپ رسید. طرح نهایی این اثر که با راپید روی مقوا اجرا شده‌است، در سال ۱۹۹۷ جایزهٔ دوم جشنوارهٔ بین‌المللی کاریکاتور موفلون قبرس را از آن خود کرد. نسخهٔ اصلی این کارتون توسط موزهٔ کاریکاتور قبرس واقع در شهر نیکوزیا نگهداری می‌شود و در کتب و نشریات زیر به چاپ رسیده‌است:
- کتاب لبخند بزن مونالیزا، انتشارات روزنه، سال ۱۳۸۰، ص ۷۲.
- کتاب Uluslararası Altın Muflon Karikatür Yarışması، چاپ قبرس، سال ۱۹۹۷، ص ۱۶
- کتاب پروندهٔ کاریکاتور، محمدرفیع ضیایی، سال ۱۳۸۸، ص ۴۸۷
- کتاب فصل کاریکاتور، انتشارات روزنه، داود احمدی مونس، سال ۱۳۷۸، ص ۱۱۷
- ماهنامهٔ دنیای سخن، اسفند و فروردین ۱۳۷۷، شماره ۷۸، ص ۶۳
- روزنامهٔ حیات نو، (در تاریخ ۱۴ شهریور ۱۳۸۱)، شمارهٔ ۸۵، ص ۱۵
- هفته‌نامهٔ پیام روز، (در تاریخ ۲۲ دی ۱۳۸۳)، سال چهارم شماره ۱۴۰
- روزنامهٔ ایران، (در تاریخ ۲۱ فروردین ۱۳۷۸)، سال پنجم شمارهٔ ۱۲۰۲، ص ۵
- ماهنامهٔ گل‌آقا، تیر ۱۳۷۷، سال هشتم شمارهٔ ۸۲، ص ۱۱
- ماهنامهٔ کیهان کاریکاتور، مهر و آبان ۱۳۸۰، دورهٔ دهم شماره ۱۱۵ و ۱۱۶، ص ۱۵
- روزنامهٔ ایران، (در تاریخ ۳ آبان ۱۳۸۱)، سال هشتم شمارهٔ ۲۲۸۰، ص ۱۴